# Serveis Ferroviaris de Mallorca
| Dieseltriebzug der SFM im Bahnhof von Manacor |                     |                                   |                                   |
| Streckenlänge: | 77 km               |                                   |                                   |
| Spurweite: | 1000 mm (Meterspur) |                                   |                                   |
| Zweigleisigkeit: | Palma–Enllaç        |                                   |                                   |
| |                     |                                   |                                   |
| \| \| 0,0 \| Intermodal – Plaça Espanya \| Intermodal – Plaça Espanya \| \| \| 0,7 \| Jacint Verdaguer \| Jacint Verdaguer \| \| \| 1,3 \| Son Costa – Son Fortesa \| Son Costa – Son Fortesa \| \| \| \| Metro de Palma \| \| \| \| \| \| \| \| \| 2,3 \| Son Fuster \| Son Fuster \| \| \| 3,6 \| Verge de Lluc (mit Betriebshof) \| Verge de Lluc (mit Betriebshof) \| \| \| 4,0 \| Pont d’Inca \| Pont d’Inca \| \| \| 5,1 \| Pont d’Inca Nou \| Pont d’Inca Nou \| \| \| 7,0 \| Polígon de Marratxí \| Polígon de Marratxí \| \| \| 8,3 \| Marratxí \| Marratxí \| \| \| 9,6 \| Festival Park \| Festival Park \| \| \| 14,4 \| Santa Maria \| Santa Maria \| \| \| \| Strecke nach Felanitx (1897–1968) \| \| \| \| 18,4 \| Consell - Alaró \| Consell - Alaró \| \| \| \| Strecke nach Alaró (1881–1935) \| \| \| \| 21,9 \| Binissalem \| Binissalem \| \| \| 25,3 \| Lloseta \| Lloseta \| \| \| 28,6 \| Inca \| Inca \| \| \| \| Constància/Hospital d’Inca[1] \| \| \| \| 33,5 \| Enllaç \| Enllaç \| \| \| \| \| \| \| \| 38,2 \| Llubí \| Llubí \| \| \| 42,4 \| Muro \| Muro \| \| \| 46,0 \| Sa Pobla \| Sa Pobla \| \| \| \| Alcúdia (geplant) \| \| \| \| 42,4 \| Sineu \| Sineu \| \| \| 45,0 \| Sant Joan \| Sant Joan \| \| \| 53,1 \| Petra \| Petra \| \| \| 64,0 \| Manacor \| Manacor \| \| \| \| Manacor-Est (geplant) \| \| \| \| \| Sant Llorenç \| \| \| \| \| Son Carrió (Depot geplant) \| \| \| \| \| Son Servera \| \| \| \| \| Artà \| \| |                     |                                   |                                   |
| Kopfbahnhof Streckenanfang (im Tunnel) · U-Bahn-Kopfbahnhof Streckenanfang (im Tunnel) | 0,0                 | Intermodal – Plaça Espanya        | Intermodal – Plaça Espanya        |
| Haltepunkt / Haltestelle (im Tunnel) · U-Bahn-Haltepunkt / Haltestelle (im Tunnel) | 0,7                 | Jacint Verdaguer                  | Jacint Verdaguer                  |
| Haltepunkt / Haltestelle (im Tunnel) · U-Bahn-Haltepunkt / Haltestelle (im Tunnel) | 1,3                 | Son Costa – Son Fortesa           | Son Costa – Son Fortesa           |
| Verschwenkung nach links (im Tunnel) · U-Bahn-Strecke nach links (im Tunnel) |                     | Metro de Palma                    | Metro de Palma                    |
| Tunnelende |                     |                                   |                                   |
| Haltepunkt / Haltestelle | 2,3                 | Son Fuster                        | Son Fuster                        |
| Bahnhof | 3,6                 | Verge de Lluc (mit Betriebshof)   | Verge de Lluc (mit Betriebshof)   |
| Haltepunkt / Haltestelle | 4,0                 | Pont d’Inca                       | Pont d’Inca                       |
| Haltepunkt / Haltestelle | 5,1                 | Pont d’Inca Nou                   | Pont d’Inca Nou                   |
| Haltepunkt / Haltestelle | 7,0                 | Polígon de Marratxí               | Polígon de Marratxí               |
| Bahnhof | 8,3                 | Marratxí                          | Marratxí                          |
| Haltepunkt / Haltestelle | 9,6                 | Festival Park                     | Festival Park                     |
| Bahnhof | 14,4                | Santa Maria                       | Santa Maria                       |
| Abzweig geradeaus und ehemals nach rechts |                     | Strecke nach Felanitx (1897–1968) | Strecke nach Felanitx (1897–1968) |
| Haltepunkt / Haltestelle | 18,4                | Consell - Alaró                   | Consell - Alaró                   |
| Abzweig geradeaus und ehemals nach links |                     | Strecke nach Alaró (1881–1935)    | Strecke nach Alaró (1881–1935)    |
| Bahnhof | 21,9                | Binissalem                        | Binissalem                        |
| Haltepunkt / Haltestelle | 25,3                | Lloseta                           | Lloseta                           |
| Bahnhof | 28,6                | Inca                              | Inca                              |
| Bahnhof |                     | Constància/Hospital d’Inca        | Constància/Hospital d’Inca        |
| Bahnhof | 33,5                | Enllaç                            | Enllaç                            |
| Verschwenkung von links · Verschwenkung von rechts |                     |                                   |                                   |
| Strecke · Bahnhof | 38,2                | Llubí                             | Llubí                             |
| Strecke · Haltepunkt / Haltestelle | 42,4                | Muro                              | Muro                              |
| Strecke · Kopfbahnhof Strecke ab hier außer Betrieb | 46,0                | Sa Pobla                          | Sa Pobla                          |
| Strecke · Kopfbahnhof Streckenende (Strecke außer Betrieb) |                     | Alcúdia (geplant)                 | Alcúdia (geplant)                 |
| Bahnhof | 42,4                | Sineu                             | Sineu                             |
| Haltepunkt / Haltestelle | 45,0                | Sant Joan                         | Sant Joan                         |
| Bahnhof | 53,1                | Petra                             | Petra                             |
| Kopfbahnhof Strecke ab hier außer Betrieb | 64,0                | Manacor                           | Manacor                           |
| Haltepunkt / Haltestelle (Strecke außer Betrieb) |                     | Manacor-Est (geplant)             | Manacor-Est (geplant)             |
| Haltepunkt / Haltestelle (Strecke außer Betrieb) |                     | Sant Llorenç                      | Sant Llorenç                      |
| Bahnhof (Strecke außer Betrieb) |                     | Son Carrió (Depot geplant)        | Son Carrió (Depot geplant)        |
| Haltepunkt / Haltestelle (Strecke außer Betrieb) |                     | Son Servera                       | Son Servera                       |
| Kopfbahnhof Streckenende (Strecke außer Betrieb) |                     | Artà                              | Artà                              |

Serveis Ferroviaris de Mallorca (SFM) ist ein staatliches Eisenbahnunternehmen auf der Baleareninsel Mallorca mit Sitz in Palma de Mallorca. Es betreibt die Bahnstrecken Palma–Inca–Manacor, Inca–Sa Pobla sowie die Metro de Palma.

## Geschichte
Die erste Eisenbahnstrecke auf Mallorca zwischen Palma und Inca wurde vom mallorquinischen Ingenieur Eusebi Estada i Sureda (1843–1917) geplant und im Februar 1875 eröffnet. Sie wurde überwiegend mit englischem Material als Schmalspurbahn mit einer Spurweite von 914 mm gleich 3 englische Fuß gebaut, was die Verwendung damals bereits verfügbarer englischen Dampflokomotiven und Wagen ermöglichte und somit die Kosten niedrig hielt. In den darauf folgenden Jahren wurden die weiteren Strecken über Manacor nach Artà, nach Sa Pobla, von Santa Maria an der Strecke Palma–Inca nach Felanitx und von Palma nach Santanyí errichtet. Die Fahrzeuge waren mit englischen Hakenkupplungen und Saugluftbremsen ausgerüstet. Die Ferrocarril de Sóller entstand 1905 mit denselben Normen. Zwischen den nebeneinanderliegenden Endbahnhöfen in Palma wurde eine Gleisverbindung eingerichtet. Bis 1977 wurden jedoch bis auf die Strecke Palma–Inca alle übrigen der Ferrocarriles de Mallorca stillgelegt.

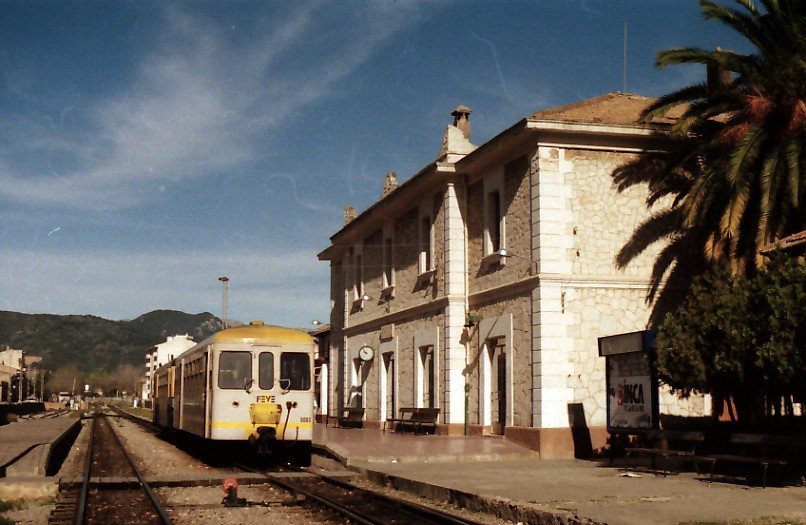
Dieseltriebwagen der FEVE mit Beiwagen (vorn) in Inca, 1990

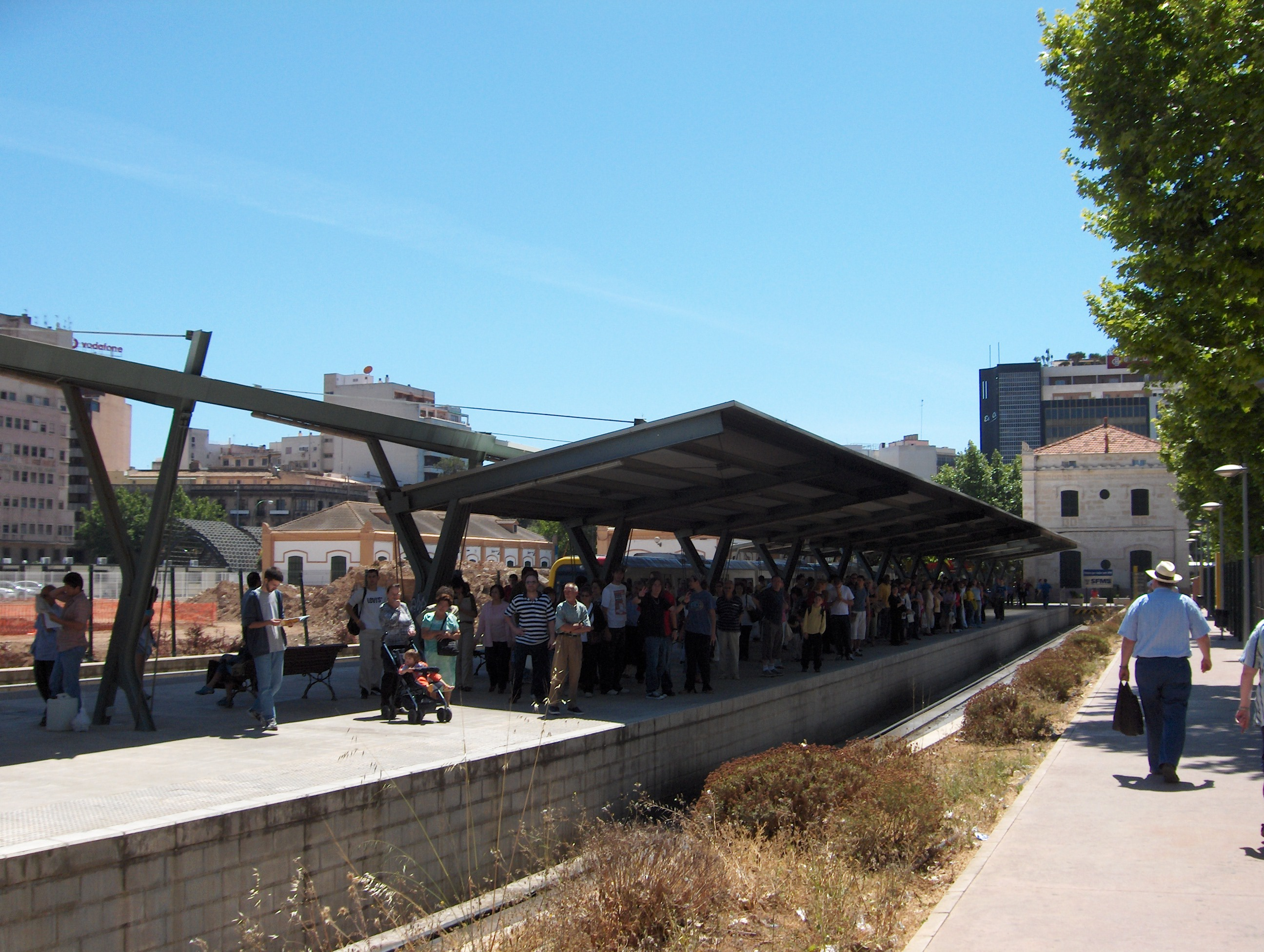
Bahnhof Palma 2005, Zwischenzustand nach Inbetriebnahme der Triebwagen mit hochliegenden Einstiegen

Im Jahre 1994 wurde von der Regierung der Balearen die heutige staatliche Gesellschaft Serveis Ferroviaris de Mallorca gegründet. Sie übernahm den Betrieb der Strecke Palma–Inca vom bisherigen Betreiber FEVE. Seitdem wurde der Wagenpark modernisiert und das Streckennetz wieder ausgebaut. Die verbliebene Reststrecke Palma–Inca war schon zwischen 1981 und 1983 unter FEVE-Verwaltung auf Meterspur und deren Normen umgebaut worden. Damit entfiel auch das vorher schon nur wenig genutzte Verbindungsgleis zum Ferrocarril de Sóller. Im Anschluss an die vorhandene Strecke von Palma nach Inca wurde im Jahr 2000 zunächst die 1981 stillgelegte Strecke nach Sa Pobla reaktiviert.
Im Jahr 2003 folgte die Verlängerung nach Manacor. Als die Anwohner von Petra den Bau eines Tunnels auf der alten Trasse forderten, wurde die Bahn stattdessen um die Stadt herumgeführt, so dass der neue Haltepunkt knapp 500 Meter außerhalb des Ortes liegt, da die SFM nicht gewillt war für einen Tunnel aufzukommen. ZWar waren die Bahnanlagen des Abschnittes Manacor–Artà nach der Schließung nur abschnittsweise, beispielsweise im Stadtgebiet von Manacor, entfernt worden, nach jahrzehntelang unterbliebener Unterhaltung waren sie jedoch nicht mehr nutzbar. Um 2007 wurde ein Wiederaufbau geplant, zusätzlich war eine Verlängerung der Strecke bis Cala Ratjada vorgesehen. Des Weiteren sollte die Strecke nach Sa Pobla nach Alcúdia verlängert werden. Allerdings gab es dort bisher keine weiteren Aktivitäten.
Serveis Ferroviaris de Mallorca verbuchte im Jahr 2005 einen neuen Fahrgastrekord: Im April wurden 320 000 Fahrgäste gezählt. Die Gesellschaft vergrößerte deswegen ihren Fahrzeugbestand; 2002 wurden bereits mehrere neue, nunmehr dreiteilige Triebzüge mit erweiterter Kapazität, die sich technisch jedoch nur unwesentlich von den bisherigen Zweiteilern unterschieden und mit diesen zu Zugverbänden gekuppelt werden konnten, in Betrieb genommen.
Im Frühjahr 2010 ereignete sich in der nächtlichen Betriebspause auf dem Streckenast nach Manacor ein Erdrutsch. Der erste von Manacor kommende Zug fuhr in die Geröllmassen, entgleiste und wurde schwer beschädigt. Die Ursachen für den Erdrutsch waren bis September 2010 noch nicht abschließend geklärt, die Züge fuhren während der Streckensperrung fahrplanmäßig zwischen Palma und Sineu, zwischen Sineu und Manacor bestand Schienenersatzverkehr mit Bussen. Die beschädigten Fahrzeuge des Unglückszuges standen danach, teilweise mit Planen verhängt, auf einem Schotterplatz am Bahnhof Enllaç.
Im Juli 2011 setzte die balearische Regierung Rosé Ramón Orta als Geschäftsführer des Unternehmens eingesetzt, da die SFM hoch verschuldet war. So beliefen sich die Verbindlichkeiten allein gegenüber den Banken auf 350 Millionen Euro bei jährlichen Einnahmen von 5 Millionen Euro gegenüber Gehaltsausgaben von 14,1 Millionen Euro. Rechnungen von Lieferanten konnten seit Oktober 2010 nicht mehr beglichen werden. Für den Wiederaufbau Manacor–Artà bestand seit Juli 2011 ein Baustopp, nachdem 29 Prozent des Projekts ausgeführt wurden (ohne die Anschaffung der neuen Züge 19 Prozent). Die Zukunft der Strecke war längere Zeit ungeklärt. Seit 2014 wird die Strecke als Radweg (»vía verde«) genutzt.
In der Hauptstadt Palma erhielt die SFM im Jahr 2007 einen neuen unterirdischen Endbahnhof. Der bisherige Ausgangspunkt der zweigleisigen Strecke Richtung Inca wurde am 16. August 2005 geschlossen, vom Streckennetz getrennt und abgebrochen. Ab dem 17. August 2005 begannen und endeten alle Züge in einer provisorischen Endstation rund einen Kilometer weiter nordöstlich. Zusammen mit dem Bau der Metro de Palma wurde auf dem Gelände des alten Bahnhofs Palma und des östlich gelegenen Parc de Ses Estacións für rund 90 Millionen Euro die unterirdische Bahnhofsanlage Estació Intermodal – Plaça d’Espanya errichtet und im März 2007 eröffnet. Der neue Bahnhof mit fünf Bahnsteigen und zehn Gleisen dient sowohl der SFM als auch der Metro als Endstation und beherbergt ferner einen Busbahnhof für die Regional- und Stadtbusse sowie ein Parkhaus.
Auf dem Streckenabschnitt Palma–Inca–Enllaç begannen 2008 Elektrifizierungsarbeiten mit demselben System wie bei der Metro (1500 Volt Gleichspannung). Der elektrische Betrieb wurde am 16. Februar 2012 aufgenommen. Vorleistungen in Form der Deckenstromschienenaufhängungen in den Tunnelabschnitten wurden bereits beim Bau der Metro und des unterirdischen Endbahnhofs erbracht.
Am 17. Februar 2012 wurde mit dem Inkrafttreten eines neuen Fahrplans der elektrische Zugbetrieb zwischen Palma (Estacio Intermodal) und der Verzweigungsstation Enllaç aufgenommen. Zur Weiterfahrt nach Sa Pobla oder Manacor musste seitdem in Enllaç umgestiegen werden. Für den elektrischen Betrieb lieferte Construcciones y Auxiliar de Ferrocarriles (CAF) neue Triebzüge. Die Elektrifizierungsarbeiten auf den Abschnitten von Enllaç nach Manacor und Sa Pobla begannen am 27. Juni 2017. Mit dem Fahrplanwechsel am 8. Januar 2019 entfiel der Umsteigezwang in Enllaç, da das Netz vollständig elektrifiziert war.

## Streckennetz der Serveis Ferroviaris de Mallorca
| Streckenabschnitt         | Länge (km) | Eröffnet | Eingestellt | Bemerkungen                          |
| ------------------------- | ---------- | -------- | ----------- | ------------------------------------ |
| Palma–Inca                | 28,60      | 1875     | -           | ab 1931 zweigleisig, in Betrieb      |
| Palma–Hafen               | 2,90       | 1877     | 1931        |                                      |
| Inca–Sinéu                | 13,84      | 1878     | 1977        | 2002 grundsaniert, wieder in Betrieb |
| Inca–Sa Pobla             | 13,10      | 1878     | 1981        | 2001 grundsaniert, wieder in Betrieb |
| Sinéu–Manacor             | 21,31      | 1879     | 1977        | 2003 grundsaniert, wieder in Betrieb |
| Consell–Alaró             | 3,72       | 1881     | 1935        | 750 mm Spurweite                     |
| Santa Maria–Felanitx      | 42,79      | 1897     | 1968        |                                      |
| Palma–Llucmajor           | 30,72      | 1916     | 1965        |                                      |
| Llucmajor–Campos          | 17,50      | 1917     | 1965        |                                      |
| Campos–Santany            | 13,80      | 1918     | 1965        |                                      |
| Manacor–Son Servera–Artà  | 30,35      | 1921     | 1977        | seit 2014 als Radweg genutzt         |
| Palma–Hafen (Stadttunnel) | 2,13       | 1931     | 1964        |                                      |

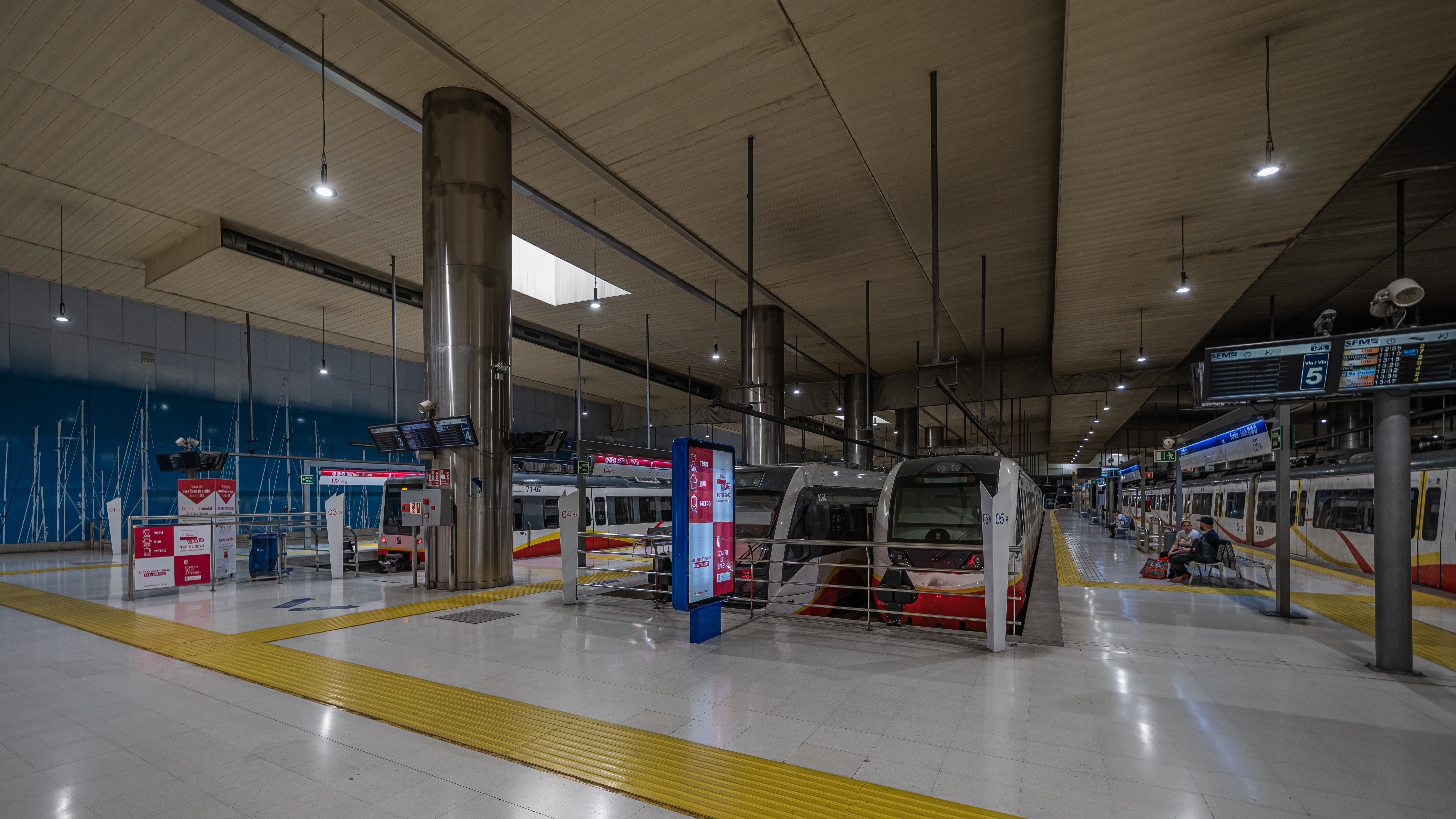
Estació Intermodal in Palma

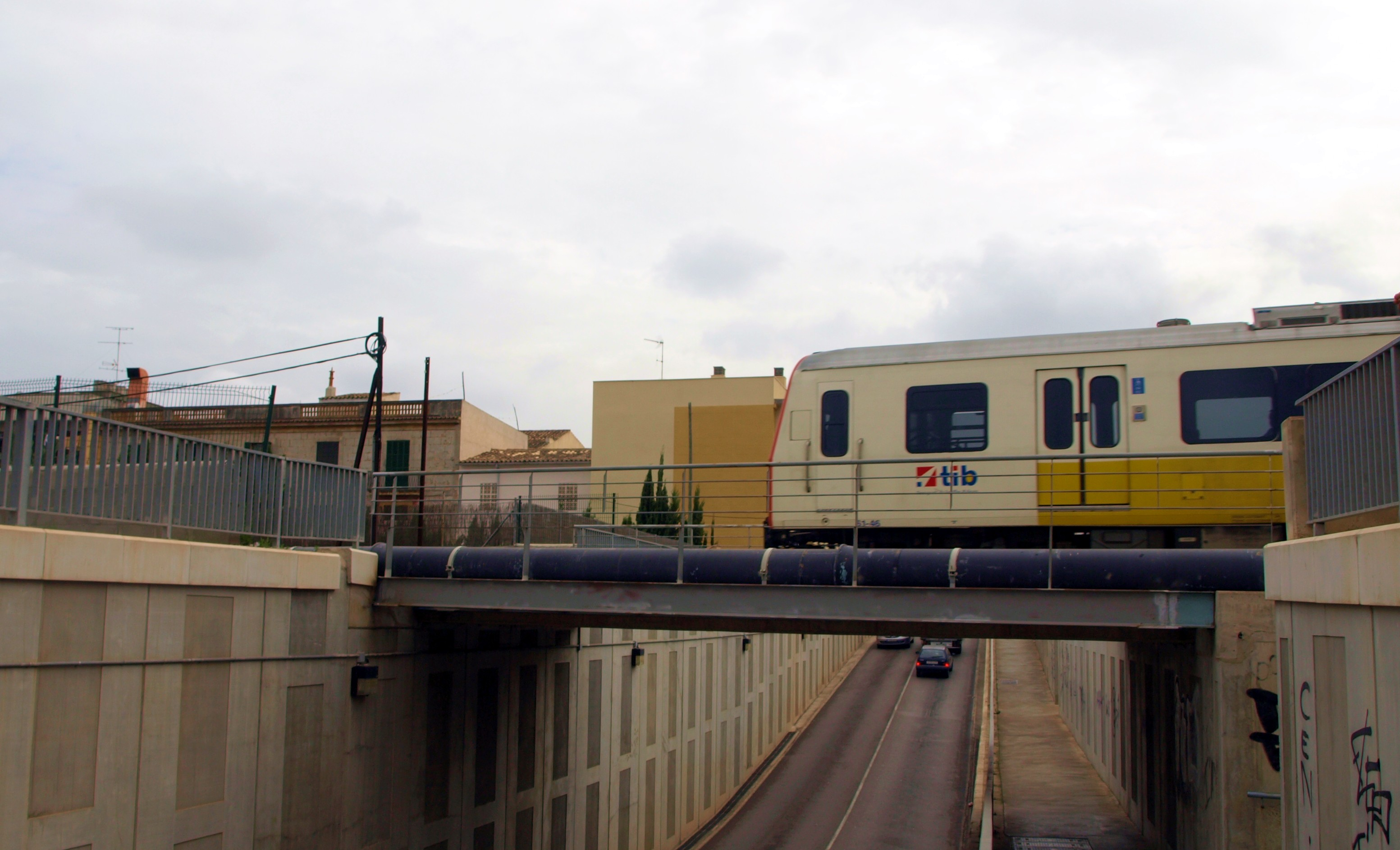
Brücke in Marratxí (Carrer Cabana)

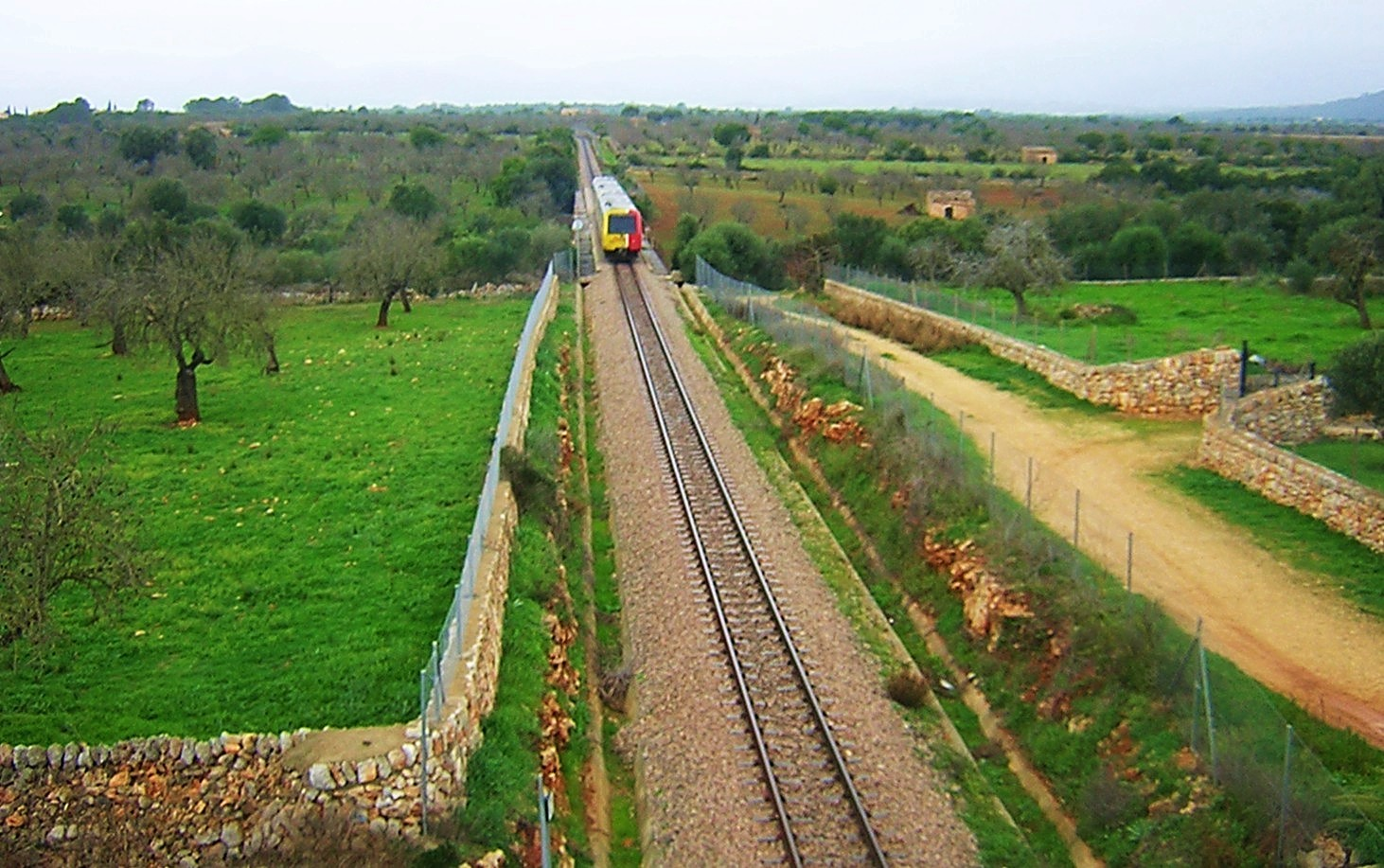
Streckenführung bei Llubí

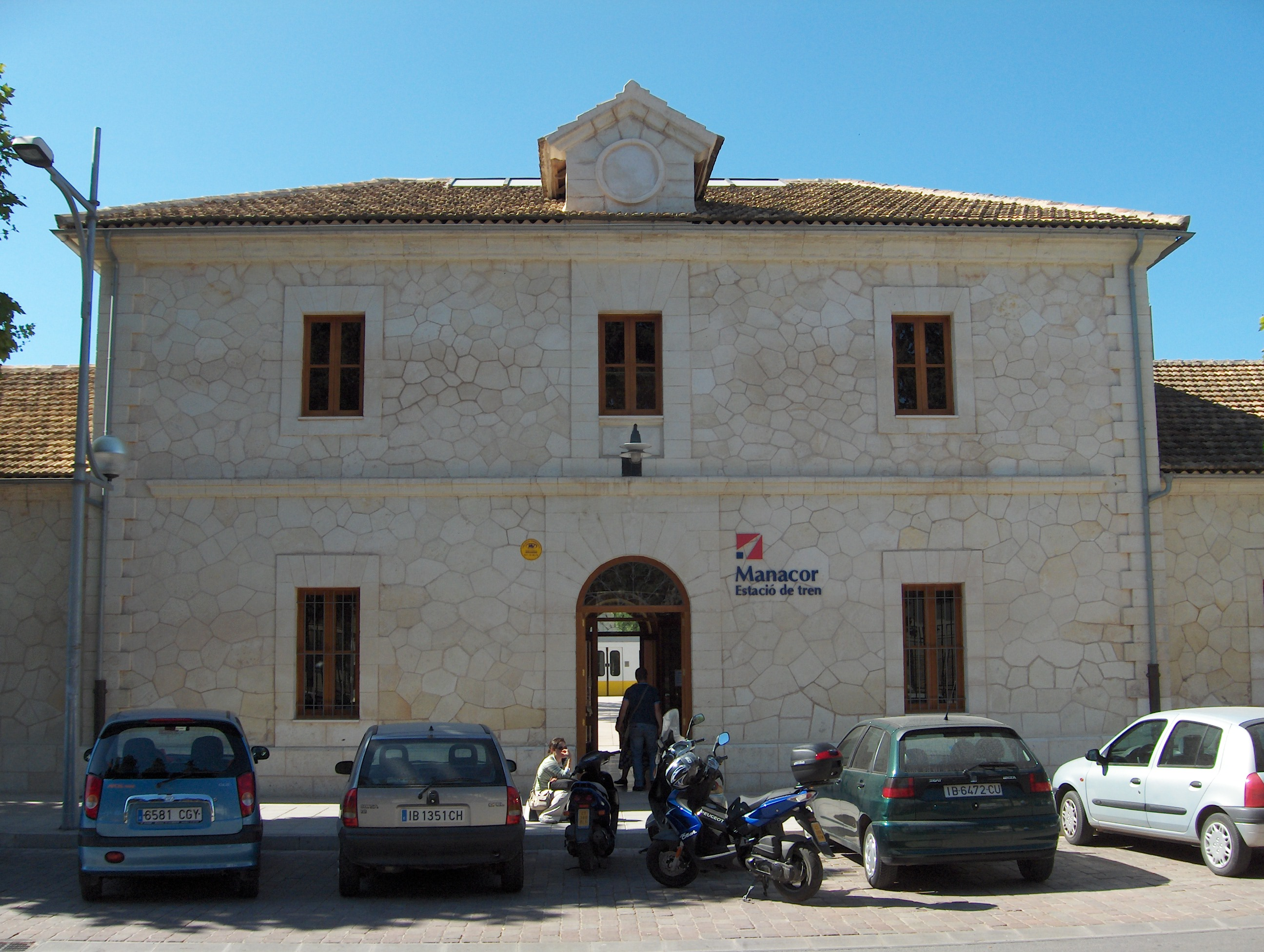
Bahnhofsgebäude von Manacor

Folgende Orte sind mit Haltestellen in das heutige Netz eingebunden:
| Haltestelle   | Reisezeit ab Palma in Minuten | Anmerkung                                           |
| ------------- | ----------------------------- | --------------------------------------------------- |
| Marratxí      | 13                            |                                                     |
| Santa Maria   | 20                            |                                                     |
| Consell/Alaró | 23                            | bis zum stillgelegten Bahnhof Alaró ca. 3 km Fußweg |
| Binissalem    | 26                            |                                                     |
| Lloseta       | 29                            |                                                     |
| Inca          | 34                            |                                                     |
| nach Sa Pobla |                               |                                                     |
| Llubi         | 43                            |                                                     |
| Muro          | 47                            |                                                     |
| Sa Pobla      | 51                            |                                                     |
| nach Manacor  |                               |                                                     |
| Sinéu         | 47                            |                                                     |
| Petra         | 56                            |                                                     |
| Manacor       | 65                            |                                                     |

Hinzu kommen noch Halte in den Vororten von Palma Son Olivia, Son Fuster, Verge de LLuc, Pont D’Inca, Pont D’Inca Nou und Poligon.
Die Vorort-Haltestellen der Hauptstadt zwischen Palma und Marratxí werden von wenigen Zügen von/nach Sa Pobla nicht bedient. Die Fahrzeit Palma–Manacor beträgt 65 Minuten.

### Linien
Auf dem Streckennetz verkehren drei Eisenbahnlinien und eine Metrolinie. Die Eisenbahnlinien teilen sich den gemeinsamen und zweigleisigen Abschnitt von Palma bis Enllaç, während der Rest der Eisenbahnstrecken eingleisig ist. Das Netz ist vollständig elektrifiziert, der Streckenabschnitt von Empalme nach La Puebla seit Oktober 2018 und der nach Manacor seit Januar 2019.
| Linie | Strecke                             | Länge | Bemerkung |
| ----- | ----------------------------------- | ----- | --------- |
| T1    | Palma – Inca                        | 28 km |           |
| T2    | Palma – Enllac – Sa Pobla           | 46 km |           |
| T3    | Palma – Inca – Manacor              | 64 km |           |
| M1    | Estació Intermodal/Palma – Parc Bit |       | Metro     |

## Fahrzeuge
Die 1875 aus England beschaffte Dampflokomotive erhielt die Nummer 1 und den Namen MALLORCA. 1889 folgte eine Lokomotive von Nasmith-Wilson. Die Lok ALFONSO XIII. wurde 1902 auf der Insel gefertigt. 1921 wurde eine bei Orenstein & Koppel in Berlin hergestellte Dampflokomotive geliefert. In den 1960er Jahren gelangten die typischen MAN-Triebwagen der FEVE-Reihe 2300 auch nach Mallorca, sie wurden 1994 noch von der SFM übernommen und blieben bis zur Ablösung durch die CAF-Triebzüge der Reihe 61 im Einsatz. Diese waren 1995 bestellt worden und wurden ab 1998 ausgeliefert. Sie verkehrten auf Mallorca von 2002 bis 2019.
| Reihe                 | 61                                         | 61                                         | 71         | 81         | 81         | 91 |            |
| --------------------- | ------------------------------------------ | ------------------------------------------ | ---------- | ---------- | ---------- | --- | ---------- |
| Bild                  |                                            |                                            |            |            |            | |            |
| Baujahre              | 1994–2003                                  | 1994–2003                                  | 2006       | 2008–2012  | 2008–2012  | 2009–2011                                                                                               | 2024       |
| Hersteller            | CAF                                        | CAF                                        | CAF        | CAF        | CAF        | Vossloh                                                                                                 | CAF        |
| Anzahl                | 16                                         | 6                                          | 6          | 5          | 8          | 6 | 5          |
| Wagen                 | 2                                          | 3                                          | 2          | 3          | 4          | 3 | 4          |
| Antrieb               | 2 Dieselmotoren mit hydraulischem Getriebe | 2 Dieselmotoren mit hydraulischem Getriebe | Elektrisch | Elektrisch | Elektrisch | Elektrisch                                                                                              | Elektrisch |
| Spannung              | -                                          | -                                          | 1500 V     | 1500 V     | 1500 V     | 1500 V                                                                                                  |            |
| Leistung              | gesamt: 620 kW bei 2100 min−1              | gesamt: 620 kW bei 2100 min−1              | 1000 kW    | 1680 kW    | 1680 kW    | 840 kW                                                                                                  |            |
| Länge                 | 31 m                                       | 46,5 m                                     | 33,08 m    |            | 51,37 m    | 37 m |            |
| Höhe                  | 3,745 m                                    | 3,745 m                                    | 3,994 m    | 3,20 m     | 3,20 m     | 3,48 m                                                                                                  |            |
| Breite                | 2,5 m                                      | 2,5 m                                      | 2,5 m      |            |            | 2,5 m                                                                                                   |            |
| Fußbodenhöhe          |                                            |                                            | 1150 mm    | 1150 mm    | 1150 mm    | 375/900 mm                                                                                              |            |
| Höchstgeschwindigkeit | 100 km/h                                   | 100 km/h                                   | 100 km/h   | 100 km/h   | 100 km/h   | 100 km/h                                                                                                | 100 km/h   |
| Sitzplätze            | 96                                         |                                            | 74         | 118        | 168        | 92 + 6                                                                                                  |            |
| Einsatz               | Letzter Einsatz am 30. Mai 2019            | Letzter Einsatz am 30. Mai 2019            | M1, M2     | M1, M2     | T1, T2, T3 | T1e (Inca Express)                                                                                      | T1, T2, T3 |
| Bemerkung             | Fast alle Wagen wurden verkauft.           | Fast alle Wagen wurden verkauft.           |            |            |            | Vossloh Citylink, beschafft für die Straßenbahn Manacor–Artà, deren Bau im Jahr 2012 eingestellt wurde. |            |

Die im Februar 2022 bei CAF bestellten fünf vierteiligen elektrischen Triebzüge basieren auf von CAF an Euskotren gelieferten Fahrzeugen. Sie bieten eine Kapazität von 550 Fahrgästen, haben einen Aluminiumwagenkasten und zwölf Türen je Seite. Das erste, knapp 11 Millionen Euro teure Fahrzeug traf im Februar 2024 auf der Insel ein, das letzte am 29. Oktober 2024. Die ersten Einsätze der neuen Fahrzeuge erfolgten ab September 2023 auf der Metrolinien M1, seit März 2025 sind sie auch auf der Bahnlinie nach Sa Pobla unterwegs.

## Weitere Planungen

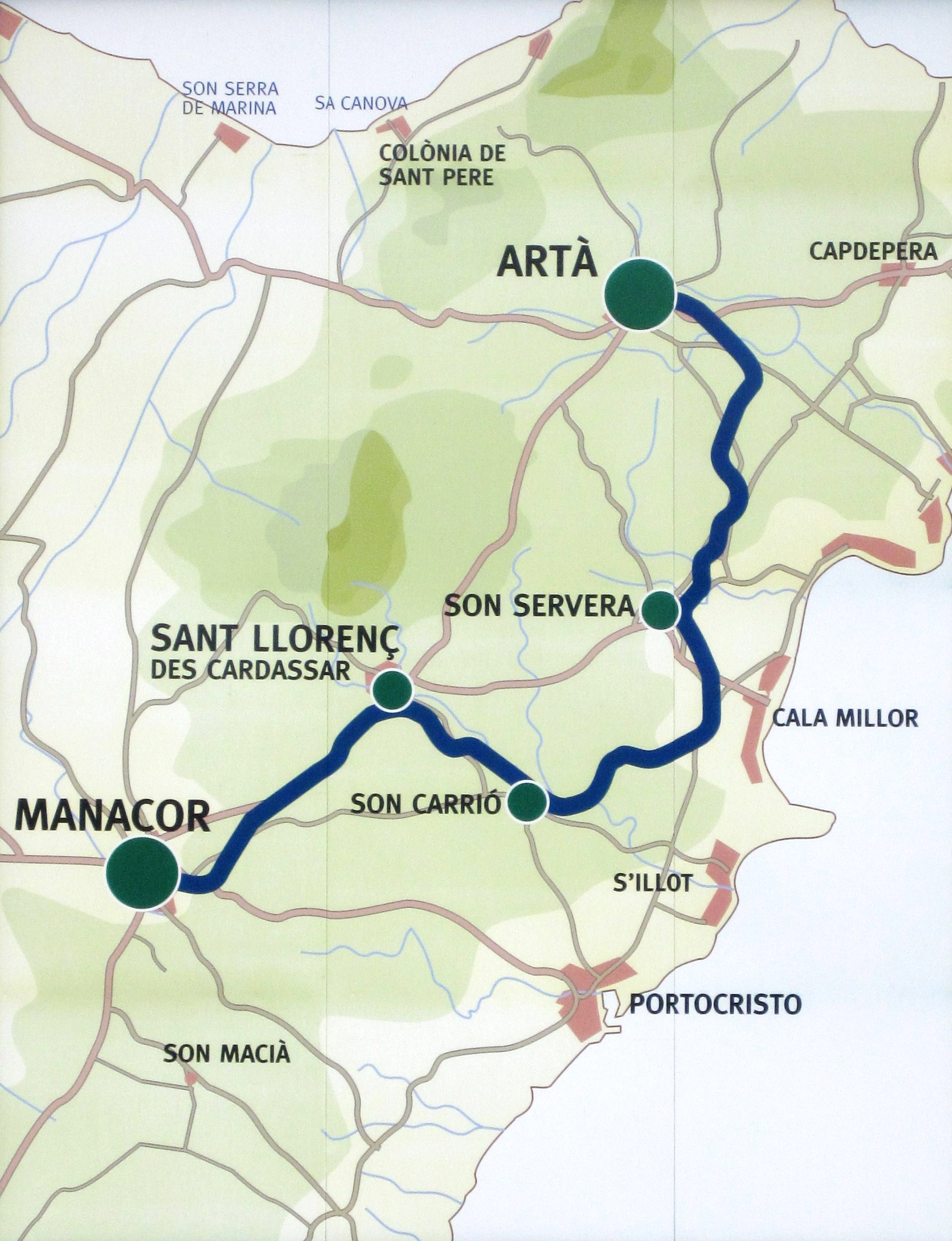
Teilstrecke Manacor – Artà

Als Beitrag der Inselbahn zur Entlastung des Straßenverkehrs war geplant, große Teile des Streckennetzes zu reaktivieren. Dazu zählten die Verbindungen:
- Inca–Alcúdia: Bis Sa Pobla in Betrieb
- Inca–Artá–(Cala Millor–Cala Ratjada): Bis Manacor in Betrieb, Rest in Planung
- Palma–Santanyí: In Planung

Bis Dezember 2011 war der Wiederaufbau der Teilstrecke von Manacor nach Artá vorgesehen. Sie sollte mit sechs neu beschafften elektrischen Doppeltriebwagen der Firma Vossloh España bedient werden. Die in Albuixech (Valencia) hergestellten Triebwagen wurden Anfang März 2011 nach Mallorca ausgeliefert. Die Züge sind je 37 Meter lang, 2,55 Meter breit, bieten 317 Fahrgästen Platz und entsprechen wagenbaulich weitgehend den Triebwagen der Reihe 4100 der Stadtbahn Alicante. Es handelt sich um dreiteilige Gelenktriebwagen mit Niederflureinstiegen und einer Höchstgeschwindigkeit von 100 km/h. Diese Bauart wurde gewählt, um auf den Bau von hohen Bahnsteigen nach bisheriger Art verzichten und trotzdem stufenfreie Einstiege bieten zu können. Nach der Wahl von José Ramón Bauzà von der konservativen Partit Popular de Balears zum Regierungschefs der Balearen im Juni 2011 wurde für die Strecke im August 2011 ein Baustopp angeordnet. Ende 2012 beschloss die Regionalregierung, die Bahntrasse nicht fertigzustellen.
2019 beschloss die neue Regionalregierung den Mobilitätsplan 2019–2026. Darin sind die neuen Endpunkte Alcudia, Arta und Cala Ratjada enthalten. Im Jahr 2023 hieß es, Baubeginn für die Strecke nach Artá wäre noch im gleichen Jahr, die Fertigstellung erfolge bis 2027. Schon 2025 sollte der Betrieb bis Son Carrió aufgenommen werden.
Im Jahr 2025 scheint die Wiederinbetriebnahme der 1964 stillgelegten Strecke von Palma nach Santanyí bis Llucmajor wahrscheinlicher. Die Regionalregierung plant eine nahe dem Konservatorium beginnende Strecke, die über Son Costa–Son Fortesa (mit Umsteigemöglichkeit zu den anderen SFM-Linien und zur Metro), das Krankenhaus Son Llàtzer, Es Coll de’n Rabassa, den Flughafen und Ses Cadenes bis Llucmajor führt. Eine Weiterführung bis Campos ist möglich. Die Planungen sollen im Jahr 2026 abgeschlossen werden, die Arbeiten dann im Jahr 2028 beginnen, so dass die Eröffnung im Jahr 2032 erfolgen kann. Als Fahrzeiten sind 12 Minuten von Palma bis zum Flughafen und eine halbe Stunde von Palma bis zur Endstation geplant. Da 9,95 der 30 km Streckenlänge unterirdisch verlaufen sollen, wird mit Gesamtkosten von 811 Millionen Euro gerechnet.